# Мадонна з немовлям

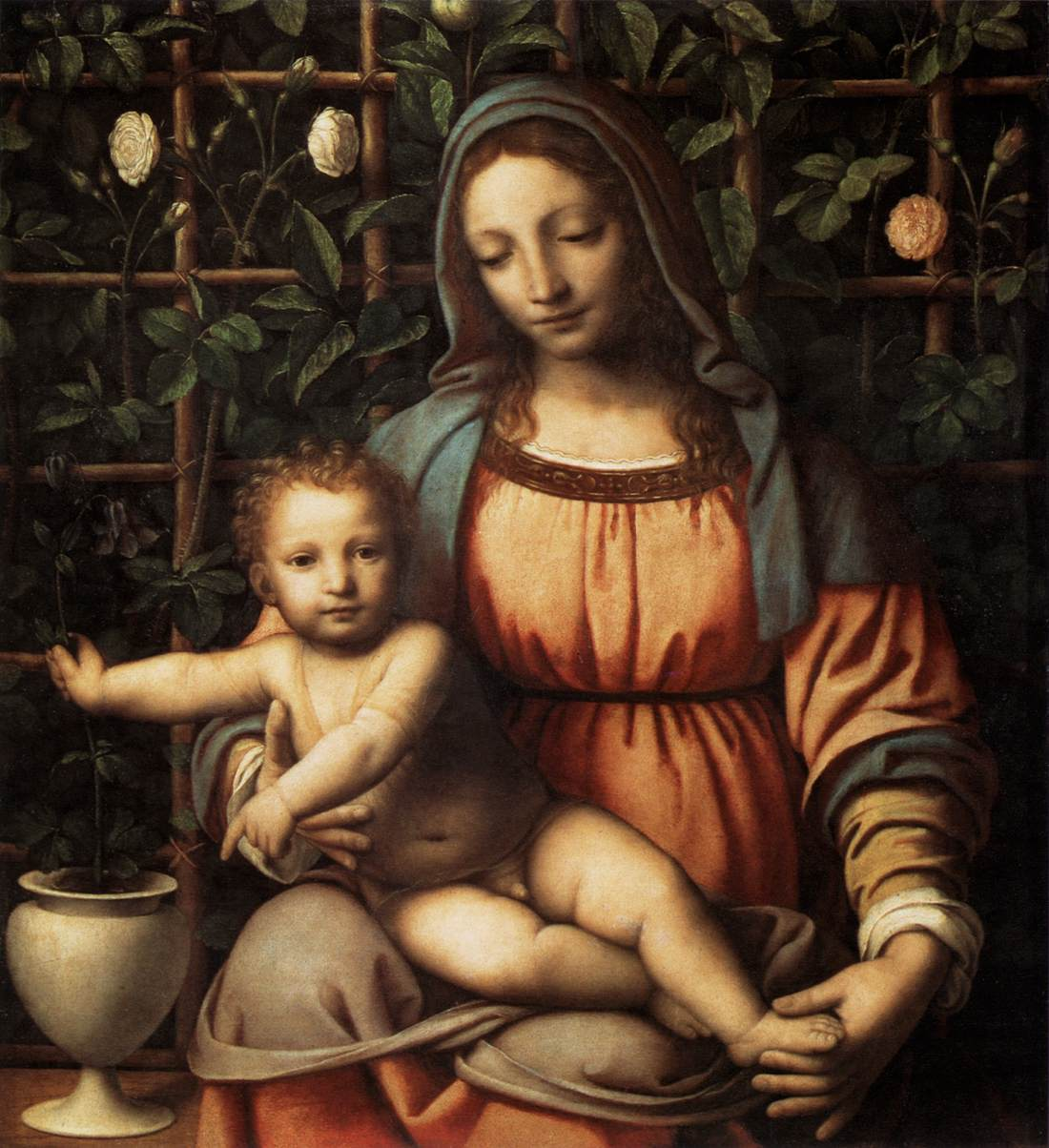
Мадонна дель Розето роботи Бернардіно Луїні зберігається в Пінакотеці Брера в Мілані.

Мадонна з немовлям — традиційний сюжет християнської іконографії . Роботи, натхненні цією темою, зображують Діву Марію з немовлям Ісусом, якого зазвичай тримають на руках.

## Витоки
Найдавніші моделі іконографії матері з маленькою дитиною на руках, можливо, яка годує грудьми, сходять до доісторичних цивілізацій, таких як нурагічна, але вони стають загальними лише в Стародавньому Єгипті, з Ісідою та Гором ; ці зображення також були широко поширені в римському світі, головним чином у формі вотивної статуетки, і повинні були бути прикладом для перших александрійських і візантійських художників, які розробили нову іконографію в християнському ключі  .

## Історія

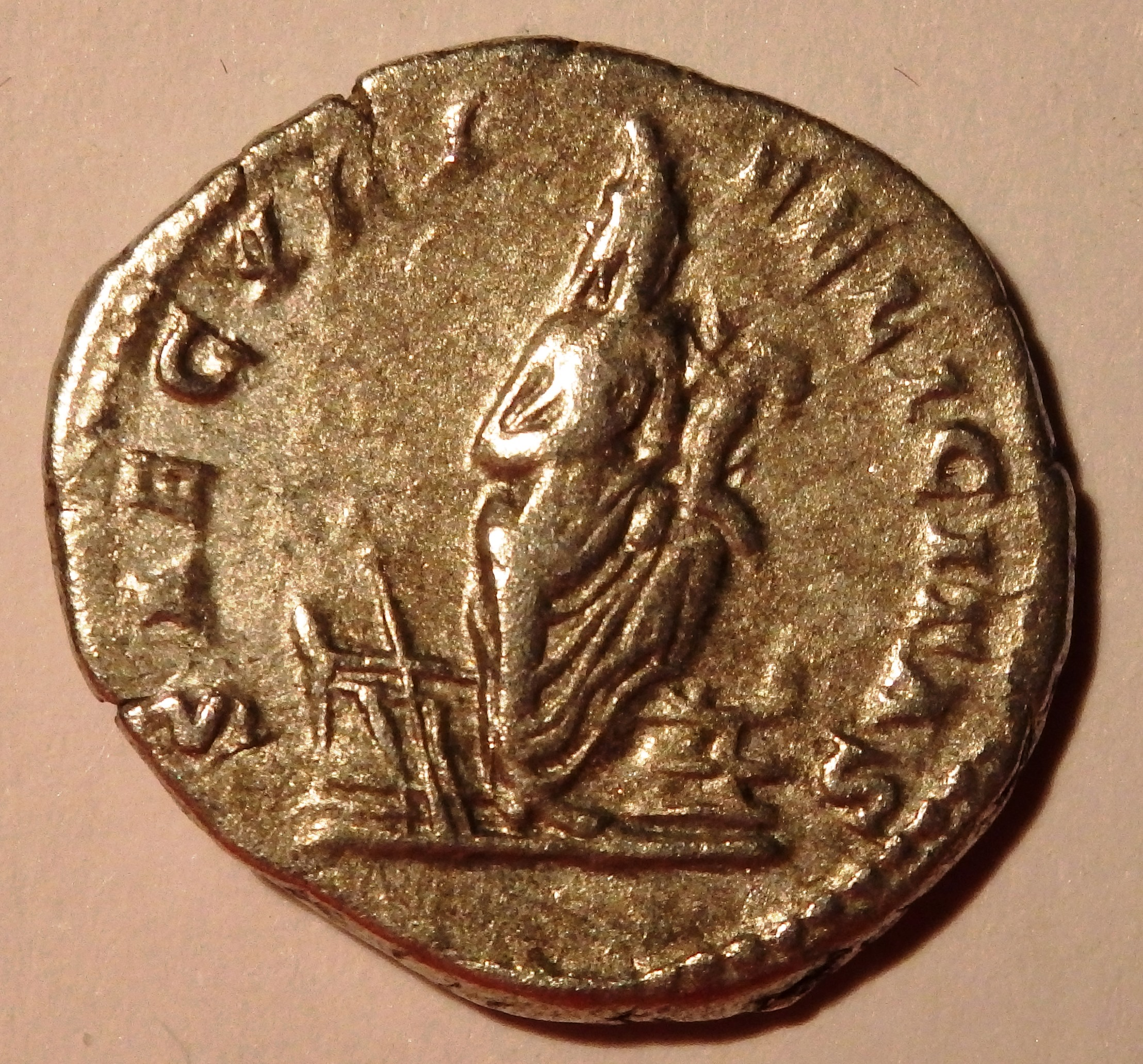
Ісіда годує Осіріса, на римській монеті Джулії Домни

Тема Мадонни з немовлям є однією з найдавніших у християнському мистецтві та був створений в середні віки у Візантії : Мадонна представляла Церкву, а Ісус, одягнений як маленький античний філософ, її засновник. Тому різні стосунки між матір’ю та дитиною не були пов’язані з наміром відобразити реалістичну, а символічну сцену. Наприклад, Мадонна, яка вказувала на свого сина, називалася « Одигітрія » і символізувала Церкву, яка вказала шлях до Спасіння через Христа. Іншими видами візантійських композицій є Нікопоїя, на троні та фронтальна, або Глікофілуса, яка ніжно цілує сина, Галактотрофуса, яка годує його грудьми, тощо.
В Італії візантійські моделі були поступово розведені протягом тринадцятого та чотирнадцятого століть до більш натуралістичних та сучасних сцен. Важливим був внесок жебраків, які прагнули до образів, у яких вірні могли ідентифікувати себе, розпізнати свій світ і свої почуття, таким чином молячись із більшим запалом, відповідно до доктринальних практик, які вони пропагували. У Тоскані, з поколінням Чімабуе та Дуччо ді Буонінсенья, Дитина починає, наприклад, зображатися в маленьких туніках немовлят, а не в тозі філософів, навіть якщо доведеться чекати наступного покоління ( особливо з братами Лоренцетті ), тому що Ісус діє більш реалістично, як справжня дитина. Особливо в Сієні, тому візантійські моделі все більше і більше розвиваються в бік чогось іншого, аж до появи зображень, у яких діти насправді є новонародженими, ніжні матері, як справжні (як у «Мадонні ді Віко л'Абате » Амброджо Лоренцетті ) без жодних божественних атрибутів чи поглядів, окрім німба .

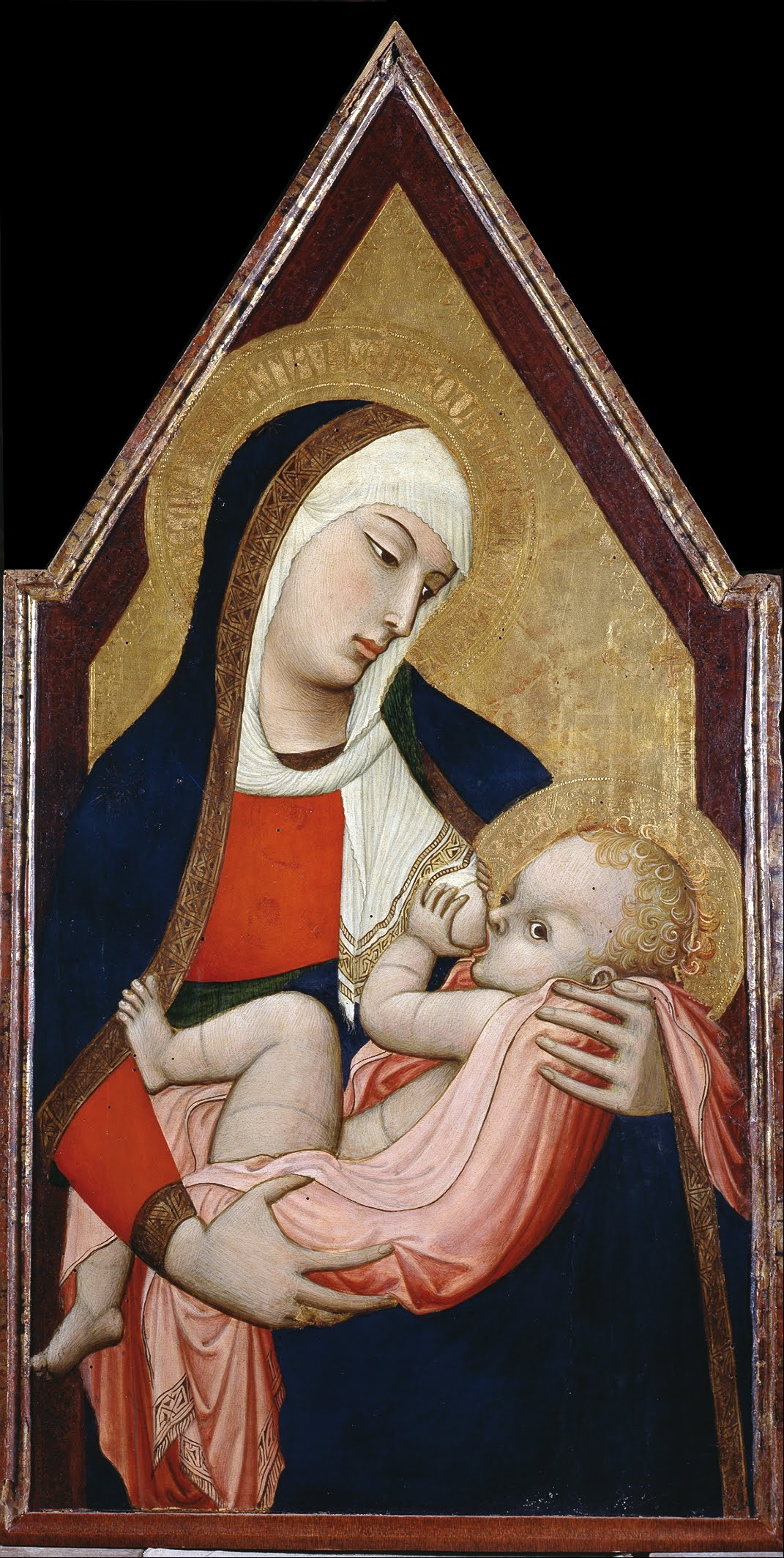
Мадонна дель латте Амброджо Лоренцетті

Традиційні Sedes Sapientiæ, Мадонна, яка сидить, єMaestà, Мадонна на троні, також супроводжувалися типологією Мадонни Смирення, що сидить на подушці на землі: бідна та скромна Мадонна символізувала Церкву з подібними характеристиками. Серед іконографічних символів, якими сцена збагатилася в наступні століття, багато посилалися на таємницю Страстей і Воскресіння Ісуса, а також на передчуття Мадонни цієї болісної долі її сина: квіти, корали чи інші червоні предмети починають спалахуватися до крові, а також до фігури щиглика, голова, яка є середньовічною традицією, була пофарбована в червоні плями за те, що він поранив себе шипами корони Ісуса під час розп’яття, у марній спробі своїм дзьобом полегшити страждання Христа  .
Не втрачаючи з уваги доктринальні аспекти, саме на різних дозах ідеалізації та натуралізму ця тема розвивалася в наступні століття. Велика побожність навколо фігур Марії та Дитяти Ісуса означала, що до теми завжди ставилися з повагою і ніколи не з гострим реалізмом, принаймні до профанаційного духу Караваджо .

## Особливості

### Варіанти
- Святе сімейство : святий Йосиф також присутній
- Мадонна з немовлям і святий Іван Хреститель: ідеально розташований під час відпочинку після втечі до Єгипту, присутній молодий Іван Хреститель, який часто грається з Ісусом
- Меттерца : Свята Анна присутня позаду Марії
- Величність : Марія на троні
- Мадонна Смирення : Марія сидить на землі, з подушкою або без неї
- Священна розмова : Марія серед святих, які обмінюються поглядами та/або жестами, ніби вони розмовляють
- Мадонна у славі : Марія оточена ангелами на небі
- Мадонна дель Латте : Марія годує Ісуса
- Містичний шлюб святої Катерини Олександрійської: Марія передає Дитя святій Катерині Олександрійській, і він надягає їй перстень, щоб символічно одружитися з нею; Подібна іконографія іноді зустрічається також для святої Катерини Сієнської або інших святих
- Матері Божої Кармельської